# Оржицька селищна територіальна громада
Оржицька селищна громада — територіальна громада в Україні, в Лубенському районі Полтавської області. Адміністративний центр — селище Оржиця.
Площа громади — 752,6 км², населення — 15 678 мешканців (2020).

## Населені пункти
У складі громади 1 селище (Оржиця) і 32 села:
- Великоселецьке
- Грабів
- Денисівка
- Дмитрівка
- Загребелля
- Загребля
- Залужне
- Заріг
- Золотухи
- Колодна
- Круподеринці
- Лукім'я
- Малоселецьке
- Маяківка
- Нижній Іржавець
- Новий Іржавець
- Онішки
- Пилиповичі
- Плехів
- Полуніївка
- Райозеро
- Савинці
- Сазонівка
- Старий Іржавець
- Тарасенкове
- Тарасівка
- Теремецьке
- Чайківщина
- Чевельча
- Чмихалове
- Чутівка
- Яблуневе